# Teatro chediviale dell'Opera
Il teatro chediviale (o khediviale) dell'Opera (anche teatro reale dell'Opera) è stato il primo teatro dell'opera del Cairo, capitale dell'Egitto. Fu inaugurato il 1º novembre 1869 e fu totalmente distrutto da un incendio il 28 ottobre 1971. 

## Storia
Il teatro fu commissionato dal Chedivè (Khedivè) Ismāʿīl Pascià per celebrare l'apertura del canale di Suez e fu progettato dall'architetto italiano Pietro Avoscani e da un certo Mario Rossi, citato in alcune fonti come coautore. Realizzato prevalentemente in legno e dotato di circa 850 posti a sedere, fu costruito nel giro di 5 mesi secondo lo stile del teatro all'italiana. Il costo stimato pari 160mila sterline inglesi dell’epoca, fu piuttosto elevato forse a causa delle decorazioni in oro sulla facciata.
Si trovava fra i distretti di Ezbekiyya e Ismailia nella capitale egiziana, al posto dell'odierna Piazza Ataba (Mīdān al-Ataba), chiamata anche Mīdān al-Obra (in arabo ميدان الأوبرا‎?).

### Le opere di Verdi
Per la prima esecuzione aperta al pubblico, il 1º novembre 1869, fu scelta l'opera Rigoletto di Giuseppe Verdi, ma Ismāʿīl Pascià aveva in mente per l'inaugurazione una rappresentazione con un allestimento molto più sfarzoso. Dopo successivi rinvii e i ritardi dovuti alla guerra franco-prussiana fu rappresentata con successo il 24 dicembre 1871 la prima assoluta di un'altra opera di Verdi, l'Aida, diretta da Giovanni Bottesini.
Dopo la distruzione dell'originale teatro, la città rimase per quasi vent'anni senza un teatro dell'opera, fino all'apertura del nuovo teatro operistico nel 1988, il teatro dell'Opera del Cairo.
Nel sito dove si trovava il teatro chediviale dell'Opera è stato costruito un parcheggio, ma la piazza su cui si affacciava è ancora chiamata Mīdān al-Obra.

### L'incendio
Nelle prime ore del mattino del 28 ottobre 1971 un incendio distrusse completamente l'edificio: mancavano quattro giorni al compimento dei 102 anni di vita del teatro e 54 giorni al centenario dell'Aida, e l'incendio non fu domato dalle dieci squadre di pompieri in ritardo perché in attesa di ordini governativi. Tutte le strutture lignee furono consumate dall'incendio e sopravvissero solo due statue in bronzo realizzate da Mohamed Hassan (1892-1961).

### L'archivio del teatro e la documentazione per l'allestimento dell'Aida
Nell'incendio del teatro  andarono distrutti l'archivio storico e i costumi della prima di Aida, ma si sono salvate le copie microfilmate della corrispondenza relativa alla prima di Aida; l'Istituto Nazionale di Studi Verdiani di Parma ne aveva richiesto una copia microfilmata per verificare i testi di  alcune lettere che sarebbero state poi raccolte nei Quaderni dell'Istituto Nazionale di Storia Verdiana, in occasione del centenario dell'opera.  La copia microfilmata è tuttora custodita nel suddetto Istituto e i 130 documenti testimoniano il ruolo centrale del teatro nell'allestimento del debutto di Aida.